# اف‌اکس (کانال تلویزیونی)
اف‌ایکس (به انگلیسی: FX) نام تعدادی از شبکه‌های پولی وابسته گروه سرگرمی فاکس متعلق به نیوز کورپوریشن می‌باشد.
از برنامه‌های معروف این شبکه می‌توان به مجموعه‌های سپر، داستان ترسناک آمریکایی، فارگو، داستان جنایی آمریکایی، فرزندان آشوب و تابو، لژیون و موجه اشاره نمود. علاوه بر این مجموعه‌های جدید، این شبکه برنامه‌های پیشین شبکه فاکس در دهه ۱۹۹۰ و ۲۰۰۰ را پخش می‌کند.

## برنامه‌ها
- فرزندان هرج و مرج